# Crossover (musica)
Crossover è un termine usato in ambito musicale, per descrivere materiale preso in prestito da più generi differenti e la cui popolarità supera i confini convenzionali della musica e dei suoi stili.
Già nei primi anni del rock and roll, molte canzoni composte da musicisti afroamericani furono rivedute da artisti bianchi (tra cui Pat Boone) in toni e testi differenti. Queste cover ottennero popolarità presso una fetta più larga di pubblico. Gli artisti bianchi furono così accolti con più entusiasmo sulle stazioni radiofoniche.
Le canzoni di successo ascoltate da un pubblico insolito sono chiamate crossovers, poiché ricevono popolarità da una fascia di pubblico all'altra essendo "incroci" (traduzione letterale del termine crossover) di più stili musicali differenti.

## Crossovere musica classica
Un modo per definire il crossover è il lavoro di un genere musicale che ottiene successo anche presso il pubblico che ascolta un altro stile, spesso più popolare. Ad esempio, particolari lavori di musica classica diventano a volte di successo anche per chi ascolta prevalentemente musica pop.
Alcuni lavori di genere che hanno raggiunto lo status di crossover nel ventesimo secolo sono stati il Canone in Re maggiore di Johann Pachelbel, la Sinfonia numero 3 di Henryk Górecki e il secondo movimento del Concerto per pianoforte e orchestra n. 21, op. K 467, di Wolfgang Amadeus Mozart, inserito nella colonna sonora del film del 1967 Elvira Madigan, dedicato alla figura dell'omonima funambola.
L'esempio più in vista per un successo crossover arriva dalla cantante country LeAnn Rimes, il cui singolo "How Do I Live" ha venduto più di 3 milioni di copie ed è rimasto per 69 settimane ai primi 100 posti di Billboard, più di qualsiasi altra canzone nella storia. How Do I Live, che negli Stati Uniti ha raggiunto il secondo posto in classifica, ha avuto un certo successo anche in Europa.
Spesso il crossover deriva dall'apparizione di brani del genere in una colonna sonora. In particolare i Sacred Harp ebbero una certa popolarità per aver contribuito a brani dal film Cold Mountain (2003), e la musica bluegrass ha ripreso ad avere successo grazie a Fratello, dove sei?. Anche la musica atonale ha una propria nicchia crossover, perché usata (come notato da Charles Rosen) nelle colonne sonore "per adattarsi ad un contesto appropriato".
Affinità con il crossover sono riscontrabili anche nel cosiddetto baroque pop, fusione tra la musica classica soprattutto strumentale e il rock, e nel crossover classico, fusione tra l'opera lirica e la musica leggera.

## Crossovercome commistione di generi musicali
Spesso il termine crossover, insieme a crossover rock, indica varie forme di heavy metal mischiato ad altri stili musicali, nel caso specifico hip hop, punk rock, funk e alternative rock.
A metà degli anni ottanta furono sperimentati i primi ibridi tra l'hardcore punk, versione più veloce e più aggressiva del punk rock (Dead Kennedys, Minor Threat, Negative Approach, Discharge, Charged GBH, Broken Bones ed Exploited), e il thrash metal, evoluzione dell'heavy metal classico. Dalla fusione tra i due generi nacque il crossover thrash, i cui rappresentanti più noti negli Stati Uniti furono gruppi come Stormtroopers of Death, Suicidal Tendencies, Dirty Rotten Imbeciles, Nuclear Assault, Hirax, Cryptic Slaughter, Method Of Destruction.
In particolare il termine crossover è usato, soprattutto in Europa, per designare commistioni di rock e rap, come rap rock, rap metal e rapcore, che combinano parti vocali dell'hip hop con quelle strumentali del funk e di varie forme di rock, come punk e metal. I generi in questione nacquero tra la fine degli anni ottanta e l'inizio degli anni novanta. Furono lanciati nel 1986 dai Run DMC con la loro cover di Walk This Way degli Aerosmith, contenuta nel disco Raising Hell. In seguito gruppi come Beastie Boys, Infectious Grooves, Living Colour, Body Count, Primus, Faith No More, Rage Against the Machine, Urban Dance Squad, Biohazard e Red Hot Chili Peppers contribuirono ad elaborare e diffondere il nuovo genere.
Funk metal, punk metal e rap rock avrebbero in seguito fortemente ispirato il movimento nu metal, emerso negli anni successivi soprattutto in California (Stati Uniti) e che ne rappresenta l'evoluzione naturale se non l'estremizzazione. Anche un genere nuovo quale il Djent può essere considerato crossover, poiché fonde metal progressivo con metalcore, punk metal e math rock, spesso con influenze new wave o ambient.
Tuttavia il crossover come commistione di generi ha una tradizione più lunga e, contrariamente a quanto si pensa, non si ferma al metal contaminato. I Deep Purple, per esempio, pubblicarono Concerto for Group and Orchestra (1969) e Gemini Suite Live (1970), in cui ibridavano hard rock e musica classica. Nel 1970 anche Alan Stivell iniziò a creare musica "incrociando" più stili e culture. Intorno agli anni settanta molti altri artisti, tra cui Frank Zappa, sperimentarono ibridi tra musica classica e pop.
Altre forme di crossover sono parte integrante della fusion, soprattutto jazz fusion e celtic fusion, che mescolano jazz e musica celtica con altri stili.